# Cardioceras
Cardioceras es un género de amonites extinto perteneciente a la familia Cardioceratidae . Estos carnívoros nectónicas de movimientos rápidos vivieron durante el Jurásico, en el piso Oxfordiano.

## Descripción
Las conchas de las especies de Cardioceras pueden alcanzar un diámetro de 20 a 25 milímetros (0,79 a 0,98 pulgadas). La forma es circular, con costillas y una cresta prominente a lo largo del borde dorsal.

## Distribución
Se han encontrado fósiles de especies de este género en el Jurásico de Francia, Alemania, Polonia, Rusia y Reino Unido.